# Thịt cá cơm

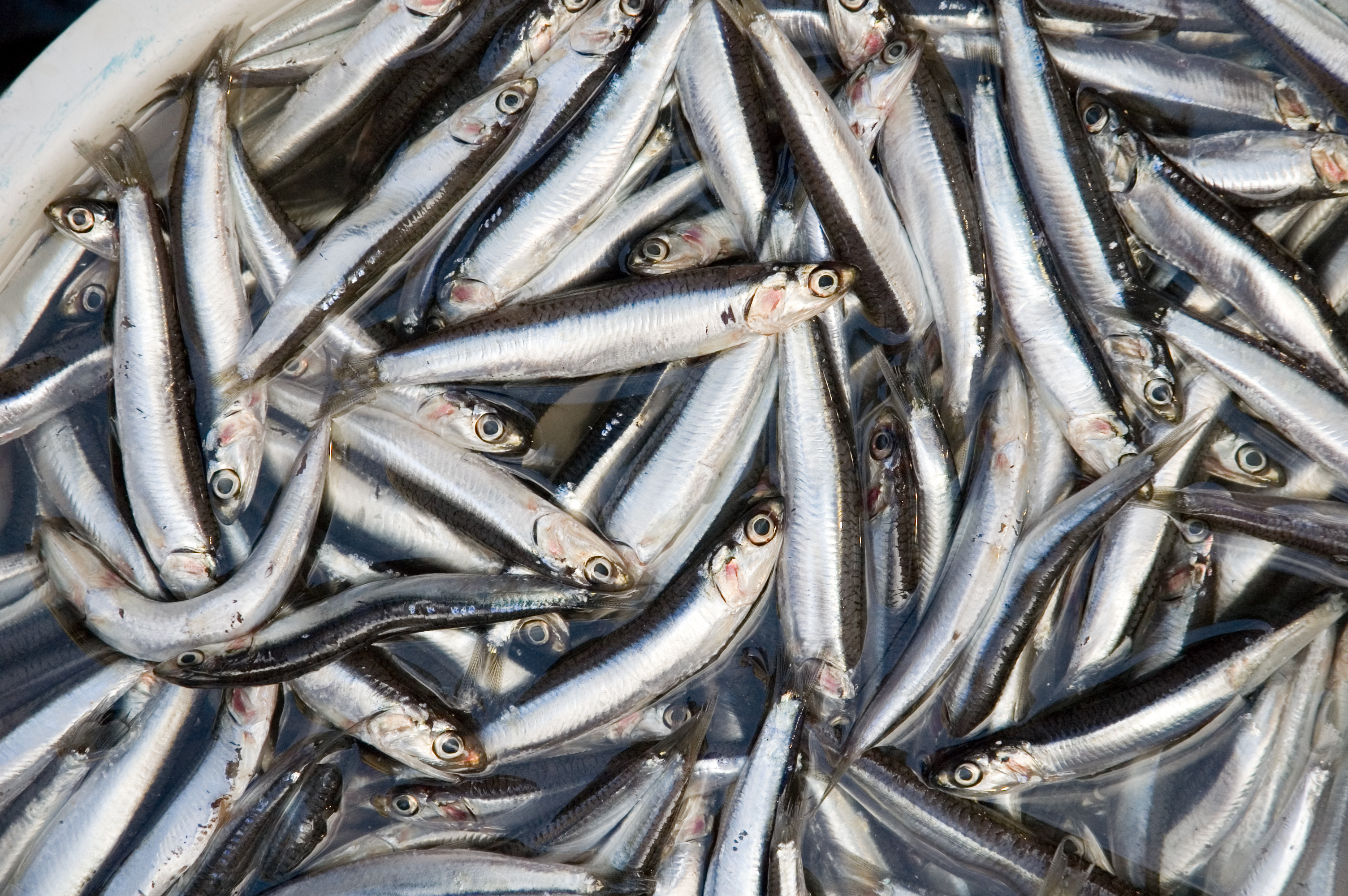
Cá cơm

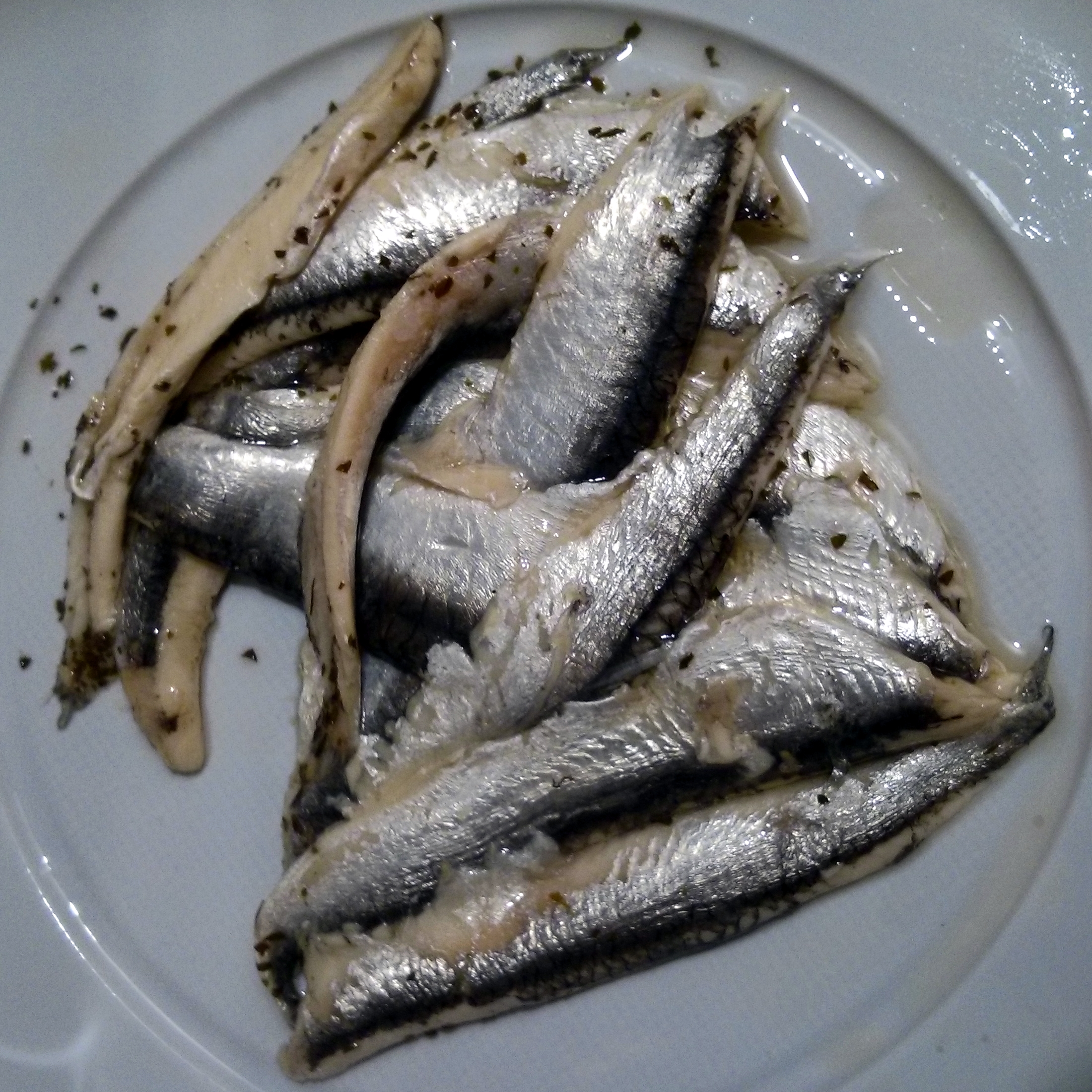
Cá cơm thành phẩm

Thịt cá cơm là thịt cá (cơ cá) của các loài cá cơm. Cá cơm được bảo quản bằng cách làm sạch ruột, ướp muối, làm chín và sau đó đóng hộp với dầu ăn. Chúng là một loại cá thực phẩm quan trọng. Hợp hay không hợp khẩu vị thường căn cứ vào mùi của cá cơm. Chúng có tiếng là nặng mùi. Tính nặng mùi gắn liền với cá cơm là do quá trình chế biến. Cá cơm có thân mình trắng, dài chừng đốt ngón tay.

## Thành phần
- Nước trong cơ thịt cá: hàm lượng nước trong cá làm nước mắm dao động từ 70÷80% khối lượng. Do tỷ lệ nước cao nên tổ chức trong cơ thịt cá nói chung lỏng hơn so với động vật trên cạn, do đó chúng rất dễ bị ươn thối, hư hỏng. Có hai dạng thường tồn tại là nước tự do và nước liên kết.
- Protid của thịt cá:đây là thành phần hóa học cơ bản của thịt cá. Thông thường, protid có ở các loại cá biển thay đổi từ 17÷23% trọng lượng của thịt cá, có loại cá mà hàm lượng protid đạt đến 26,5% hoặc cao hơn. Trong cơ thể động vật thủy sản, protid thường liên kết với các hợp chất hữu cơ khác như lipid, acid nucleic, glycogen… tạo thành các phức chất phức tạp và có đặc tính sinh học khác nhau. Hàm lượng protid trong cá thay đổi tuỳ theo môi trường địa lý, vụ mùa, thới tiết, độ tuổi, giống loài…
- Chất béo (lipid) của cá: thành phần chủ yếu của chất béo trong cá là triglyceride do acid béo bậc cao hóa hợp với glycerine mà thành, ngoài ra có phần không phải là glycerine gọi là chất không xà phòng hóa, chất béo có vai trò rất quan trọng trong hoạt động sống và thường tồn tại ở dạng dự trữ là các cấu tử trong nguyên sinh chất. Chất béo của cá chứa nhiều acid béo không no (khoảng 84%) và các loại vitamin tan trong dầu như vitamin A,D,E, các phosphatid…, vì vậy ta có thể nói dầu cá có giá trị dinh dưỡng rất cao, dễ tiêu hóa, hấp thụ. Tuy nhiên, chính vì chứa nhiều acid béo không bão hoà mà chất béo của cá dễ bị oxy hóa tạo thành các sản phẩm có mùi hôi khét, vị đắng, thay đổi màu

## Ẩm thực
Vào thời Đế quốc La Mã, chúng là nguyên liệu để làm nước sốt cá lên men gọi là garum, là sản phẩm chủ yếu trong ẩm thực cũng như là mặt hàng được sản xuất với số lượng công nghiệp để buôn bán xa. Ngày nay, chúng là thành phần chủ yếu trong món xa lát Caesar, Spaghetti alla Puttanesca, hay phủ thêm lên trên bánh pizza. Vì hương vị mạnh, chúng cũng dùng trong một số nước chấm, bao gồm nước sốt Worcestershire, nước mắm, và trong một số biến thể của Bơ Café de Paris. Ngư dân cũng dùng cá cơm như là mồi để đánh bắt các loại cá lớn hơn như cá ngừ hay cá vược nước mặn.
Ở Việt Nam, cá cơm có nhiều chủng loại, đặc biệt còn có loại cá cơm rất nhỏ, dài cỡ ba phân, thân cá màu trắng bạc, thịt trong suốt, khi chế biến có thể ăn luôn cả xương. Người xứ biển gọi loại cá này là cá cơm mờm. Cá mờm hay còn gọi là cá cơm mờm có nhiều ở vùng biển miền Trung. Khác với loại cá cơm trắng, cơm săn, cơm ruồi, cơm sọc… cá cơm mờm lành tính và nhiều dinh dưỡng. Thịt cá cơm mờm rất lành, hàm lượng đạm cao, chứa nhiều calci, nhiều vitamin có thể làm món ăn cho người đau ốm hay mới sinh. Cá cơm mờm rất hiếm, giá cao gấp hai, ba lần so với loại cá cơm khác.
Cá cơm sông có quanh năm nhưng nhiều nhất từ đầu mùa mưa đến khoảng tháng 8, tháng 9 âm lịch. Loại nầy lúc còn nhỏ, khoảng bằng đầu đũa ăn, bà con thường gọi là cá cơm mờm, thịt màu trắng sữa nên còn gọi là cá cơm sữa. Sau khi chế biến, thịt và xương cá đều mềm mại, thơm ngon. Tuy con cá cơm mồm mình nhỏ tí teo nhưng dinh dưỡng rất tốt, nguồn đạm rất cao. Loài cá nầy chế biến cách nào cũng thơm ngon, từ kho tiêu, kho mẳn cho đến lăn bột chiên, món nào cũng được xếp vào hàng thượng hạng, hay món cá cơm kho
Cá cơm tươi, được biết đến ở Italia với tên alici, có mùi vị dễ chịu hơn. Tại các nước nói tiếng Anh, alici đôi khi được gọi là "cá cơm trắng" và thông thường được bán tại các tiệm ăn trong dạng giầm nước xốt với một chút dấm. Cá cơm châu Âu Engraulis encrasicolus là loài cá cơm có giá trị thương mại. Maroc hiện nay dẫn đầu thế giới trong công nghiệp đóng hộp cá cơm. Các nhà máy công nghiệp cá cơm dọc theo bờ biển Cantabria hiện nay đã làm thu hẹp nghề muối cá truyền thống của người xứ Catalonia, mặc dù ngành công nghiệp này mới chỉ được bắt đầu ở Cantabria bởi những người muối cá Sicilia vào giữa thế kỷ 19. Việc đánh bắt thái quá cá cơm cũng là một vấn đề. Kể từ thập niên 1980, các tàu đánh bắt lớn được cơ giới hóa ở Pháp đã thực hiện việc đánh bắt các loài cá cơm bằng những chiếc lưới kéo có mắt rất nhỏ.

## Hình ảnh

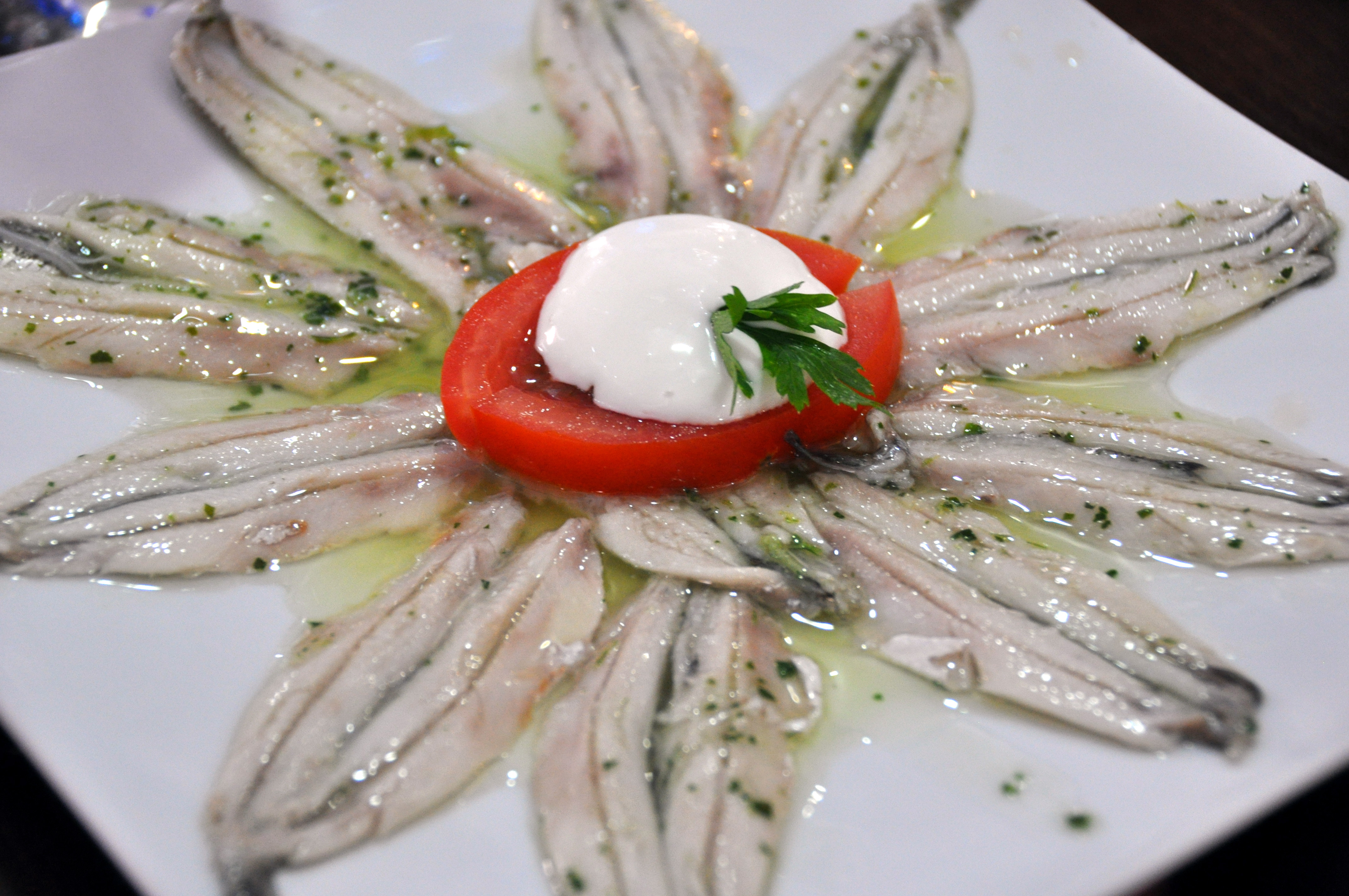
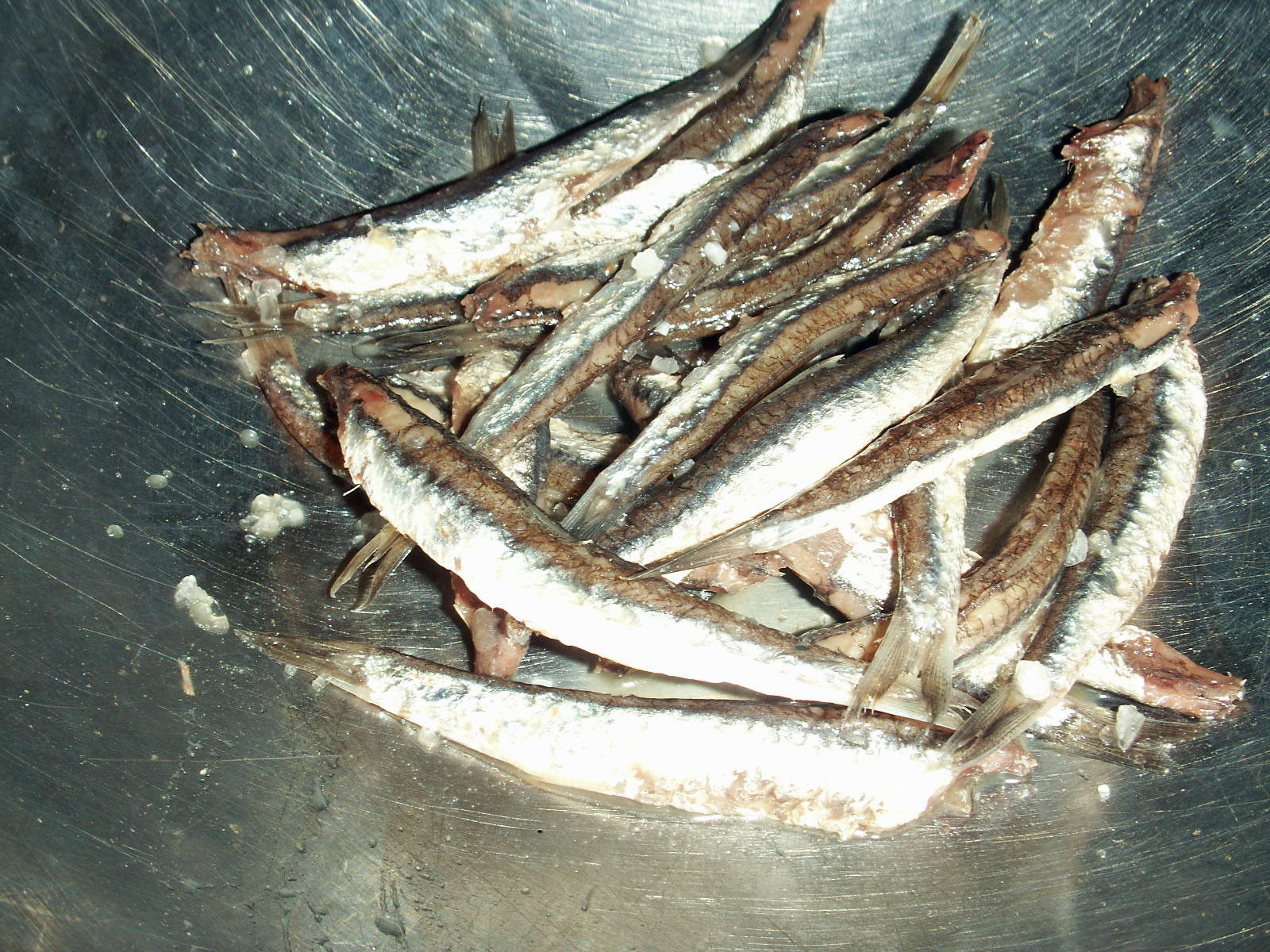
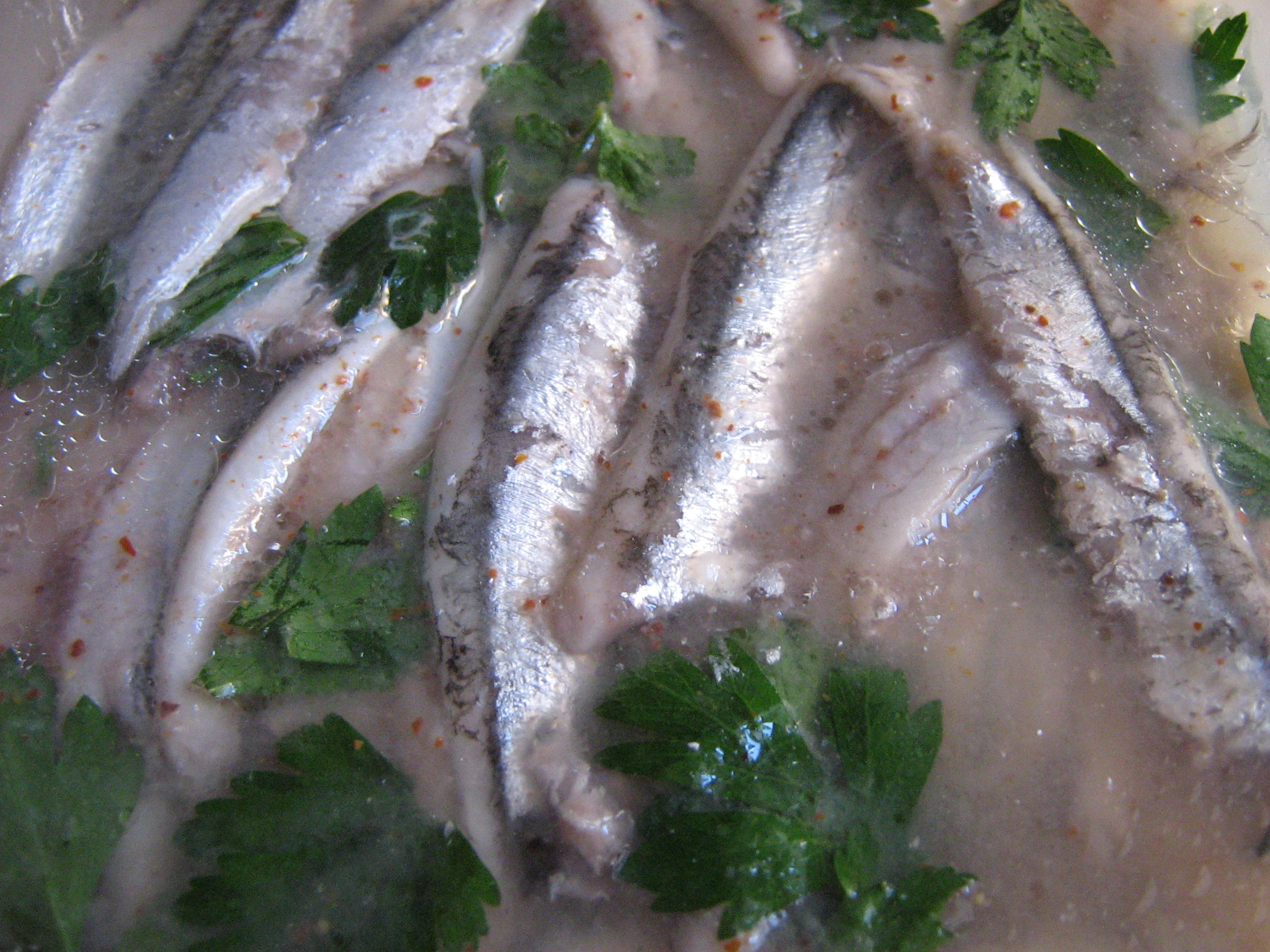
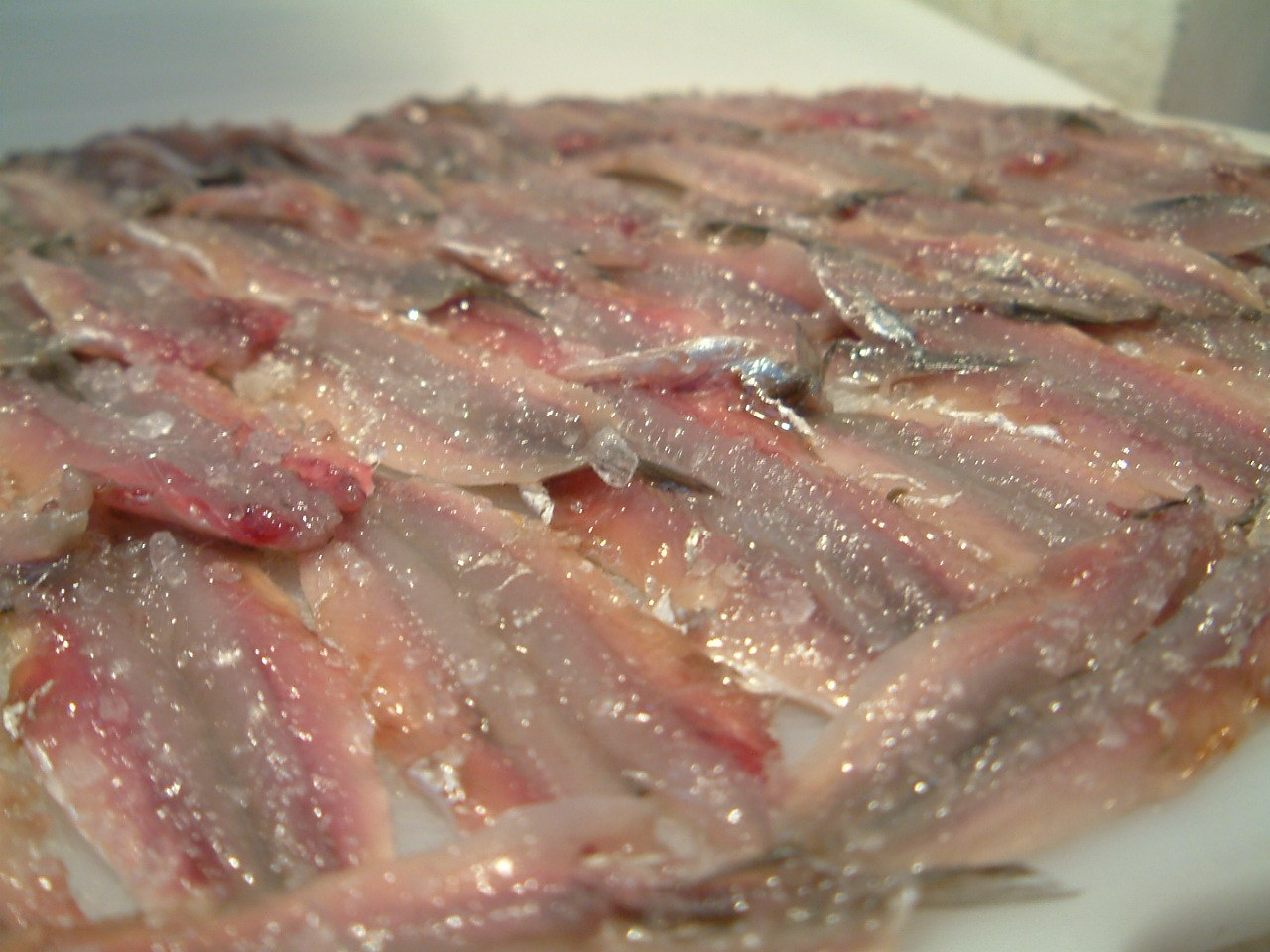
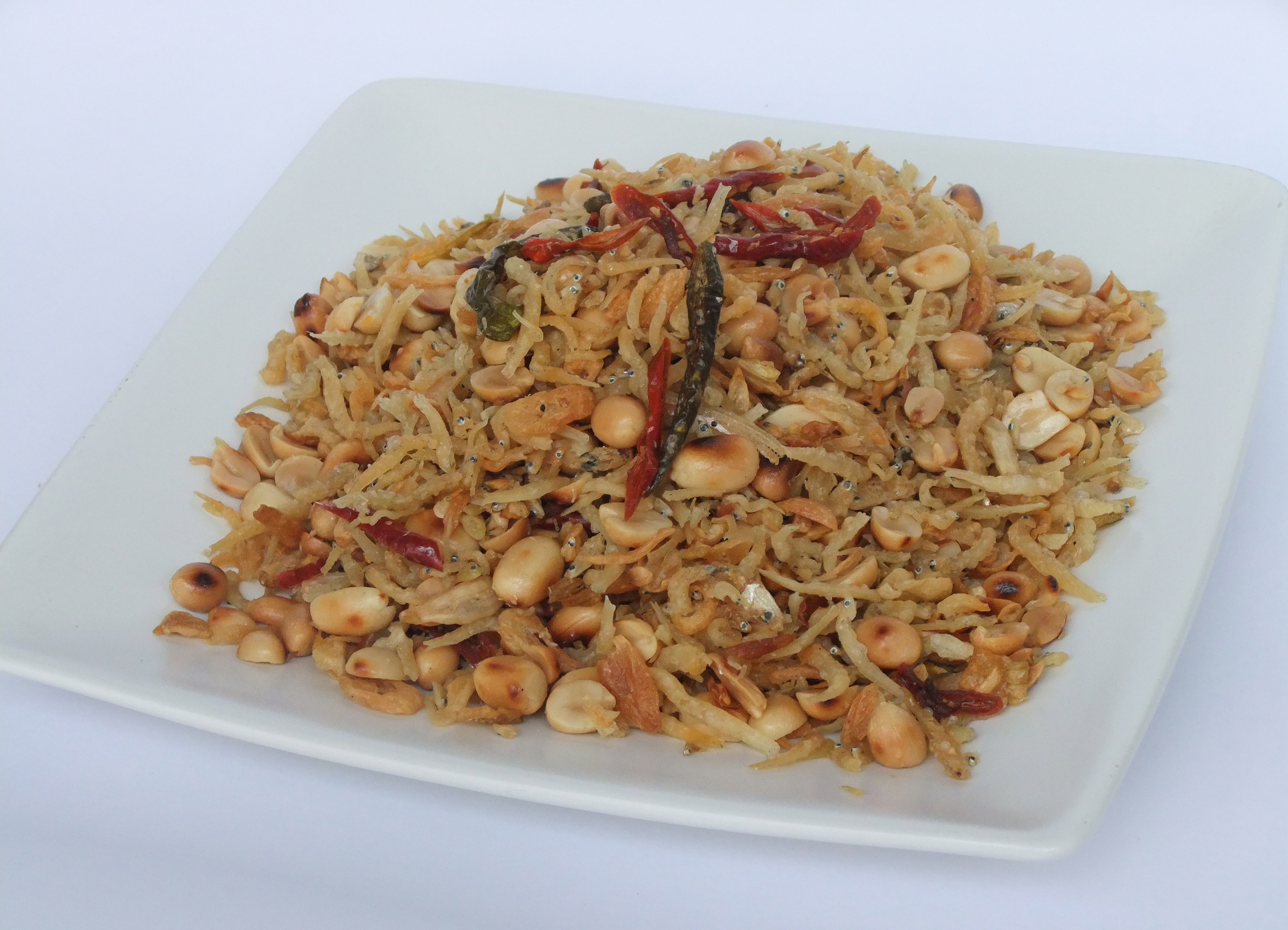
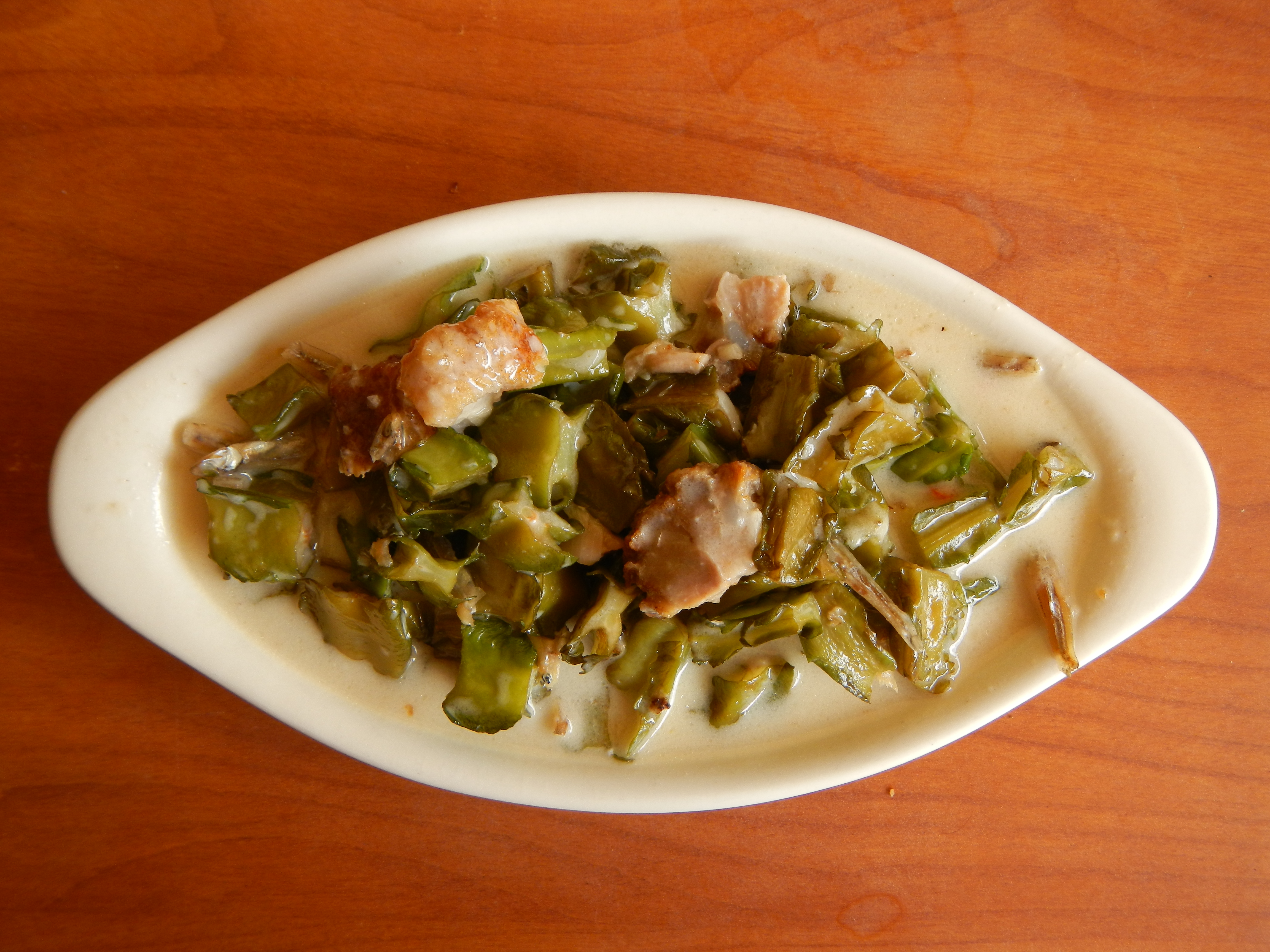
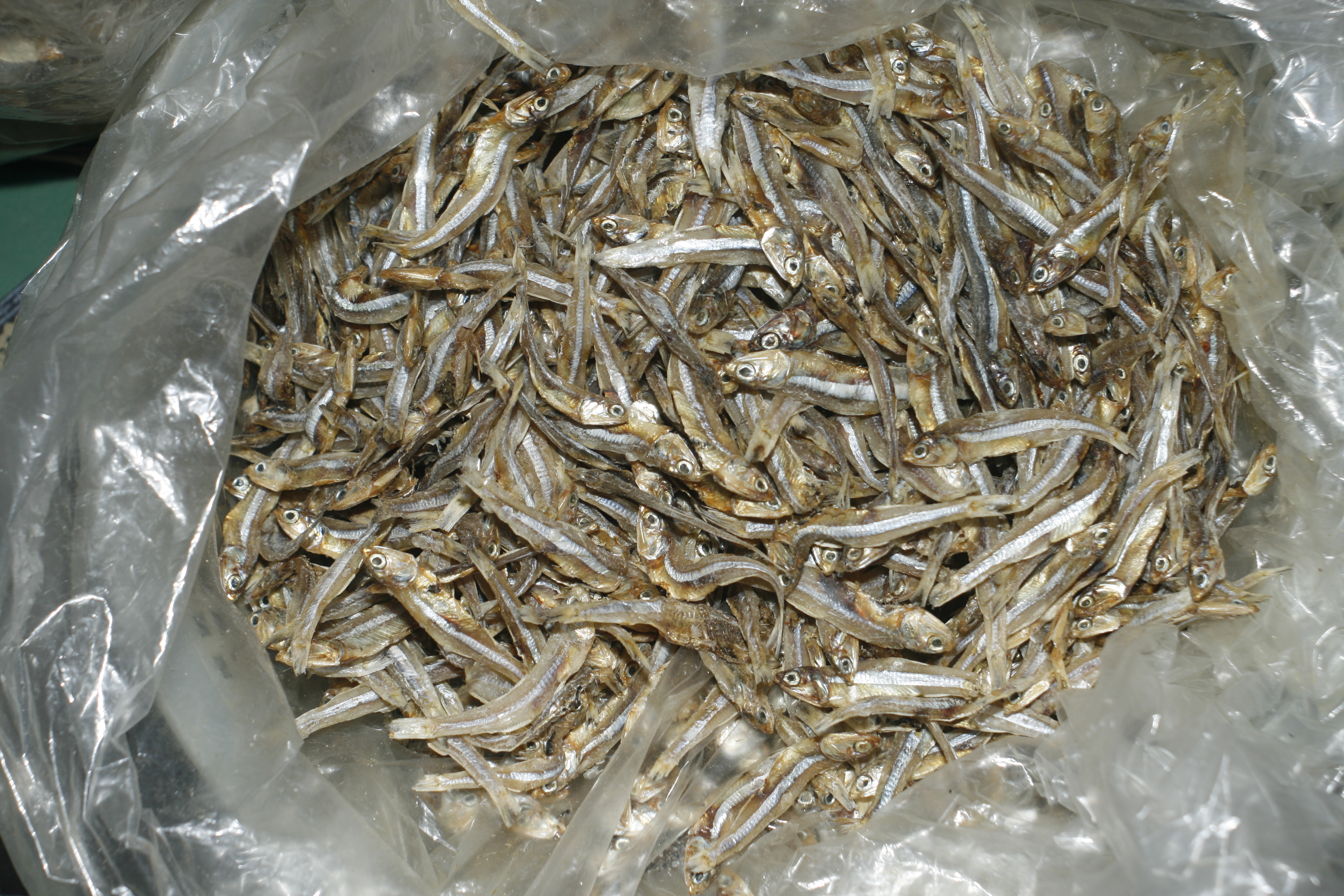